# Cross docking

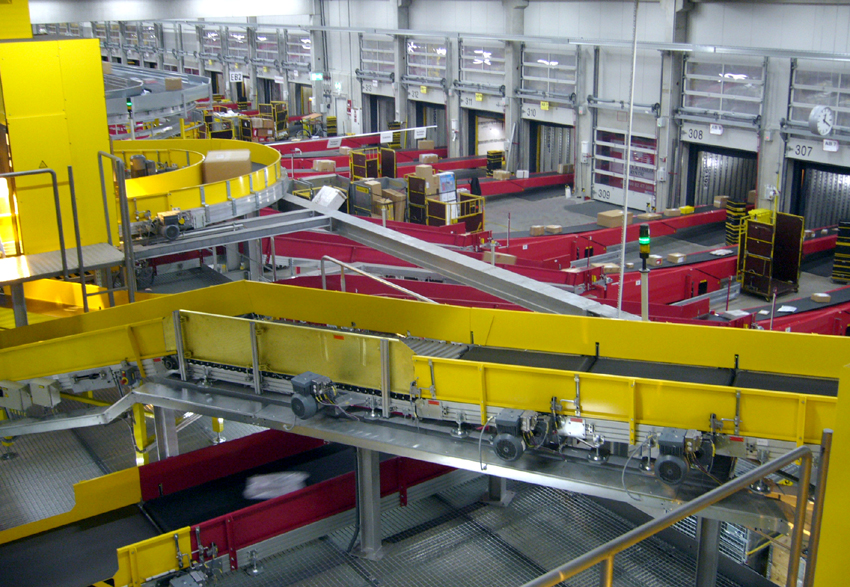
Imatge d'un centre de distribució automàtic.

Cross-docking és la pràctica en el món de la logística de descarregar una mercaderia des d'un camió o tren entrant per carregar-la en un camió o tren sortint. L'objectiu és canviar el mitjà de transport, transitar mercaderies amb diferents destins o consolidar mercaderies provinents de diferents orígens.
En sentit estricte el cross-docking es fa sense cap tipus d'emmagatzematge intermedi. El grup Eroski per exemple, treballa així.
La pràctica del cross-docking abarateix molt els costos logístics, tant costos d'emmagatzemament, costos de manipulació, rotació de l'inventari com en espai físic. Amb una correcta coordinació d'entrades i sortides a través dels actuals sistemes d'informació ERP, permet eliminar completament l'emmagatzemament de cap mercaderia.